# 3417 Темблін
3417 Темблін (3417 Tamblyn) — астероїд головного поясу, відкритий 1 квітня 1937 року.
Тіссеранів параметр щодо Юпітера — 3,464.